# Licensfri
Licensfri, upphovsrättsfri, frisläppt eller royaltyfri (engelska: royalty-free, RF) syftar på den uttryckliga rätten att använda upphovsrättsskyddat material utan att behöva betala royaltyavgifter eller licenskostnader för varje enskild användning eller såld vara.

## Fotografi och illustrationer
Inom fotografi och illustrationsbranschen hänvisas till en upphovsrättlicens, där användaren har rätt att använda bilden utan så många begränsningar baserat på en engångsbetalning till licensgivaren. Användaren kan därför använda bilden i flera projekt utan att behöva köpa några ytterligare licenser. Royaltyfrilicenser kan inte ges på exklusiv basis. I stockfoto är royaltyfritt en av de vanliga licenserna som ibland kontrasteras mot Rights Managed- licenser och används ofta i prenumerationsbaserade eller affärsmodeller baserade på microstockfoto.